# Kaple Nejsvětějšího srdce Ježíšova (Rychwałd)
Kaple Nejsvětějšího srdce Ježíšova je historická kaplička v obci Rychwałd v okrese Źywiec ve Slezském vojvodství v Polsku. Kaple byla postavená v roce 1757 z použitého materiálu starého kostela v Gilowicích. Náleží pod římskokatolickou farnost svatého Mikuláše v Rychwałdě, je zapsána ve vojvodském seznamu památek pod registračním číslem A-530 z 3. listopadu  1987 a je součástí Stezky dřevěné architektury ve Slezském vojvodství.

## Historie
V obci Gilowice byl v roce 1635 postaven dřevěný kostel. V průběhu roku 1658 v Rychwałdě byl uznán svatým a stal se kultem obrazu Panny Marie, který se nacházel v dřevěném kostele konsekrovaném v roce 1547. V souvislosti s narůstajícím počtem věřících, kteří za obrazem přicházeli, bylo rozhodnuto postavit nový zděný kostel, konsekrován byl v roce 1756. Starý dřevěný kostel byl přenesen do sousedních Gilowic, kde stojí dodnes pod názvem Svatého Ondřeje Apoštola. Zároveň starý Gilowický kostel byl rozebrán a z jeho materiálu byla postavena v roce 1757 kaple Nejsvětějšího Srdce Ježíšova. V roce 1856 byla kaple opravena k příležitosti jejího stého výročí.
V roce 1958 kaple sloužila jako učebna katechizmu. V následujících letech chátrala. V roce 2012 byla celkově rekonstruována.

## Architektura
Kaple je orientovaná jednolodní dřevěná stavba na půdorysu obdélníku s trojbokým závěrem. Použitý materiál je jedlové dřevo. Střecha je sedlová krytá šindelem, nad závěrem valbová. Uprostřed střechy je šestiboká věžička s lucernou a jehlanovou střechou. Vstup v západním průčelí kryje široká podlomenice. Interiér je bez vybavení, strop je plochý.
Dendrochronologický průzkum v roce 2010 prokázal, že jedlové trámy obvodových stěn byly smýceny v zimě na přelomu let 1507–1508 a jejich věk dosahoval více než sto a u některých až sto padesát let. Jedlové trámy použité na střešní vazbu (krokve) byly smýceny na podzim roku 1508 nebo v zimě na přelomu let 1508–1509. Sanktusník je rouben ze smrkového a jedlového dřeva, které bylo káceno ve dvou obdobích 1795–1796 a 1796–1797.